# Yuma Díaz
Malinali Yuma García Díaz (nacida en Guelatao de Juárez) conocida como Yuma Díaz es una artista multidisciplinaria, diseñadora gráfica y gestora cultura afroindígena mexicana.
En 2023 elaboró El festejo de Centéotl, la imagen oficial de la Guelaguetza.  Y en 2024 representó a México en el Festival Internacional de Arte QUIAF en Catar.

## Biografía
Desde temprana edad, Yuma tuvo acercamiento con las artes y la cultura, ya que en su comunidad la Trova Serrana inició un movimiento llamado Comunalidad entre los años 70 y 80, que acercaba a las infancias y adolescencias a distintos tipos de expresiones artísticas.
La artista destaca que dichas expresiones culturales se trataban de resistencia y organización comunitaria:
A nosotros se nos negó la posibilidad de hablar zapoteco, porque cuando mi abuelita, que sí lo hablaba, sufrió mucha discriminación, entonces sus hijos ya no lo aprendieron, ni sus nietos. Entonces, de alguna manera estas expresiones culturales también son una forma protesta que motiva la pintura, el hacer cine, radio y televisión comunitaria. Es una protesta pacífica de decir nosotros también somos serranos, somos indígenas, pero nos fue negada nuestra raíz. Porque nos negaron el uso de nuestra vestimenta y de nuestros textiles y nos negaron nuestra lengua.
La artista estudió comunicación social y como proyecto de titulación buscó artistas y espacios en donde se pudieran reunir para crear arte. Además, trabajó con la diseñadora textil Fabiola Calvo y tuvo la oportunidad de exhibir sus piezas en el evento del año dual México – Londres.

## Estilo artístico
Desde que tenía 25 años, la artista experimenta con la pintura y ha desarrollado un estilo surrealista, que ella denomina fotografía onírica:
Muchos de estos motivos que pinto en todas mis obras se han presentado en sueños. Todo lo que yo hago habla sobre el conocimiento ancestral de los viejos abuelos y volver a nuestra raíz. De reconocer y reconectar con nuestro origen y la cosmovisión de los pueblos originarios.
A través de su estilo artístico recrea a su comunidad, sus tradiciones y su contexto sociocultural y las técnicas que utiliza para ello son el óleo, diseño textil, street art, body paint y fotografía; mientras que su inspiración surge de la milpa, la ancestralidad, la resistencia y la cosmovisión de los pueblos originarios.

## Obra
El festejo de Centéotl (2023)

## Exposiciones
Entre las exposiciones que la artista ha presentado se encuentran:
- Tierra de México (París, 2024)
- Etéreo (París, 2019)
- La sustancia primaria (Colombia)

## Premios y reconocimientos
La artista cuenta con reconocimientos como:
- Doctorado honoris causa por el Instituto Mexicano de Líderes de Excelencia.
- Premio Laurel de Oro a la Excelencia Social por la Asociación Nacional de Locutores de México.
- Premio Forjadores de México 2019.